# Kinnared
Kinnared er et byområde i Hylte kommun i Hallands län i Sverige, og kyrkby i Kinnareds socken i Halland.

## Historie
Jernbanen Halmstad-Nässjö, som blev færdig i 1882, går gennem byen. Der blev også bygget en jernbane mellem Kinnared og Fegen; den blev indviet i 1885, men blev senere solgt til HNJ. Via Fegen-Ätran Jernbane kunne man komme videre til både Varberg og Falkenberg. Kinnared-Fegen Jernbane blev nedlagt i 1961.

## Bebyggelsen
Byen rummer dagligvarebutik, børnehave, lav- og mellemstadieskole samt en tekstilbutik.
Svenska kyrkans kirke hedder Kinnareds kyrka med rødder fra 1200-tallet. Ved Kinnareds kyrka ligger forsamlingslokalet.

## Forbindelser
Byområdet ligger langs med Halmstad-Nässjö Jernbane og har i øvrigt gode vejforbindelser til Torup og Hyltebruk. Vandrevejen Gislavedsleden starter i Kinnared og har forbindelse til Hallandsleden.

## Erhvervsliv
Firmaet Gnotec Mefa er underleverandør til bilindustrien. Kinnareds såg tilhører Deromegruppen og fremstiller savede og høvlede trævarer samt pelletter.